# Nekropole von Bosc

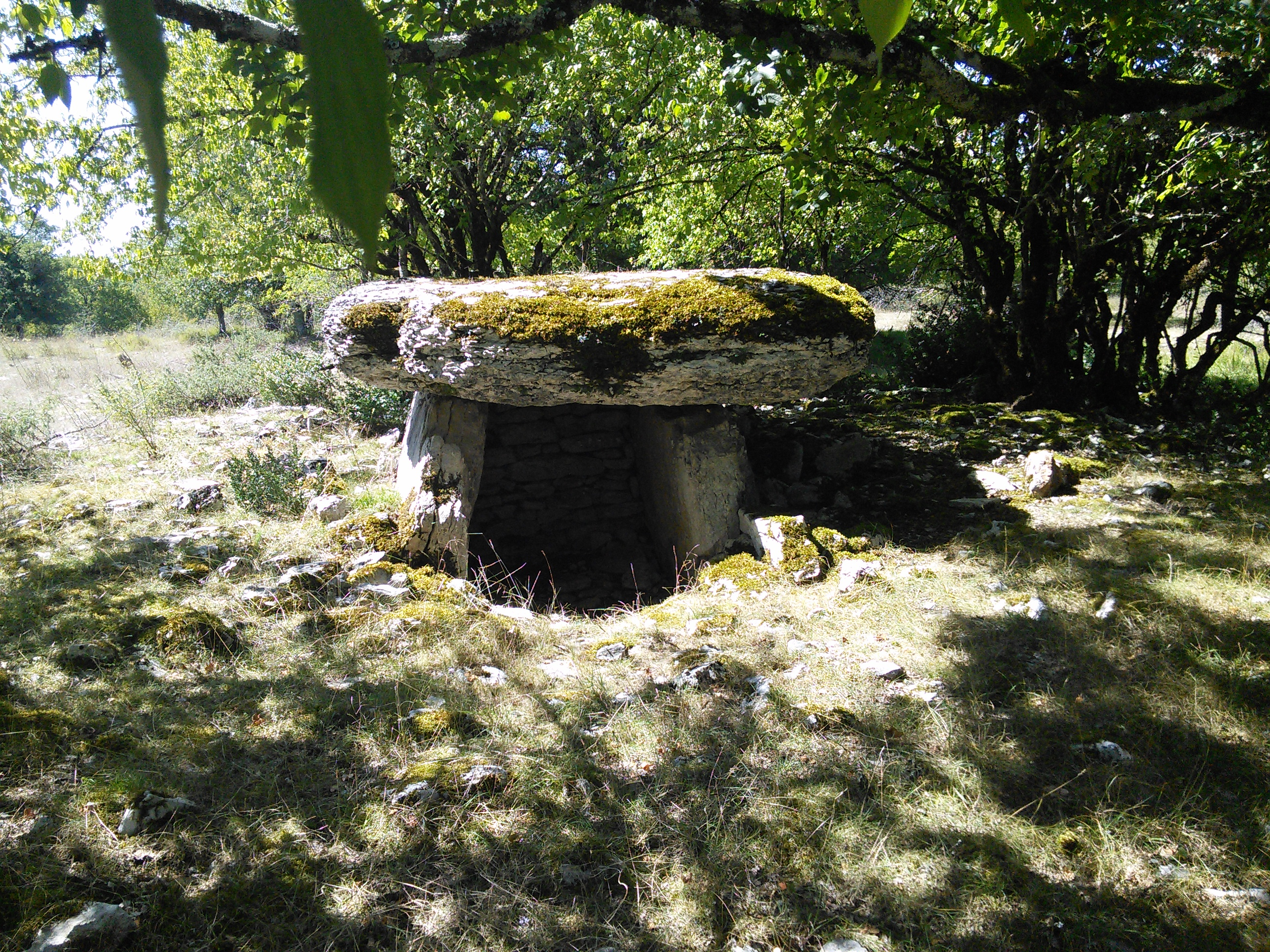
Dolmen du Bosc 1

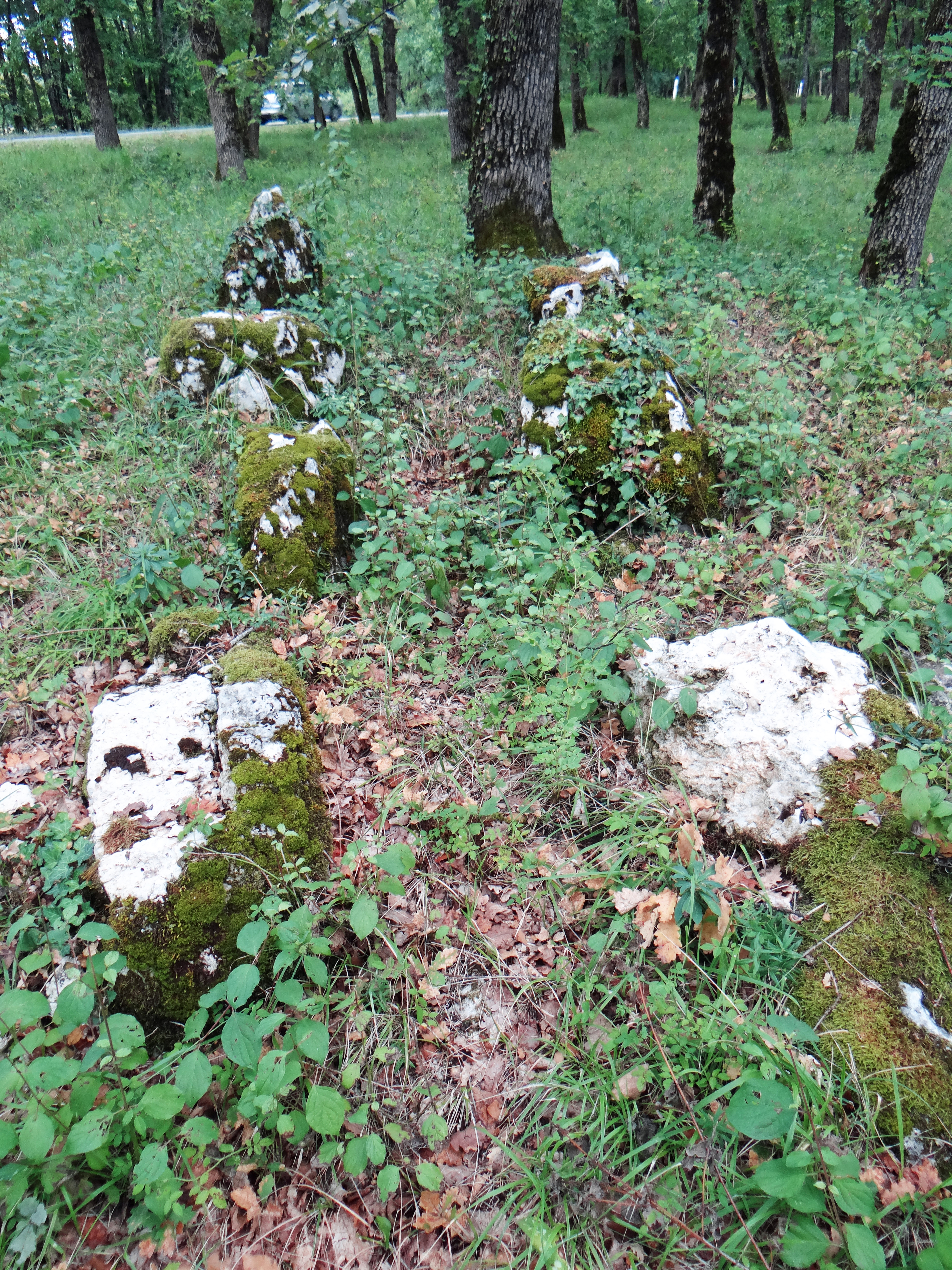
Ausrichtung in der Nähe des Chateau du Bosc, „Tombeau des Géants“ genannt

Die Nekropole von Bosc (französisch Nécropole mégalithique du Bosc oder Tombeaux des Géants) ist eine Ansammlung von Megalithen zwischen den Gemeinden Masquières und Tournon-d’Agenais im äußersten Osten des Départements Lot-et-Garonne in Frankreich. Die Anlagen sind lokal als Toumbos dels Djayans (deutsch „Riesengräber“) bekannt. Sie werden unkorrekt auch als „Alignments von Bosc“ bezeichnet, aber es sind keine Steinreihen. Die Nekropole erstreckt sich über etwa 300 Meter.

## Forschungshistorie
Über die Anlagen wurde bereits im Jahre 1842 von A. Ducourneau berichtet. Während des 19. Jahrhunderts wurden sie noch von Abbé Barrere, Jean Baptiste Gassies (1816–1883) und Georges Tholin (1843–1922) erwähnt. Die Denkmäler wurden mehrfach ausgegraben und der Comte J. Bonnal bewahrt in seiner Privatsammlung gefundene Gegenstände auf (zwei Messer aus Feuerstein, Pfeilspitzen und einen Holzstift). Laut den Notizen von Georges Tholin hatte die Nekropole 1877 noch fünf Denkmäler. In den 1950er Jahren untersuchten M. Humbert, R. Loubradou und M.-C. Cauvin die beiden am besten erhaltenen Anlagen. Humbert hielt die Existenz eines sechsten Denkmals für wahrscheinlich.

## Beschreibung
Basierend auf Feldbeobachtungen und früheren Studien bestand die Nekropole ursprünglich aus sieben Teilen: drei Allées funéraires, zwei Tumuli, einem Steinhügel und einer verschwundenen Anlage, die nur auf einer Skizze von George Tholin erscheint.

### DieAllées funéraires
Die erste Allee ist Nordost-Südwest orientiert, erstreckt sich über 6,7 m und ist 0,5 bis 1,1 m breit. Sie besteht aus acht Orthostaten. Der Hügel ist noch sichtbar. Die Ausgrabungen von 1958 bis 1959 erbrachten fünf Werkzeuge aus Feuerstein, einen Eberzahn, durchbohrte Tierzähne und acht Perlen (sechs aus Muscheln, zwei aus Knochen).
Die zweite Allee ist Nordost-Südwest orientiert, erstreckt sich über 6,5 m und ist 0,85 m breit. Sie besteht aus fünf erhaltenen Orthostaten auf der linken Seite, zwei auf der rechten Seite und einem weiteren Stein. Der Tumulus ist stark erodiert. 1877 war noch erkennbar, dass zwei der rechten Orthostaten verschwunden sind. Zwei große flache Platten am Boden bildeten das Pflaster. Die Ausgrabung erbrachte fünf Werkzeuge aus Feuerstein.
Die dritte Allee ist Nordost-Südwest orientiert, erstreckt sich über 3,75 m und ist bis zu 0,8 m breit. Sie besteht aus vier Orthostaten auf der linken und zwei auf der rechten Seite. Die Ausgrabungen von 1958 bis 1959 und die von Georges Tholin erbrachten keine Funde.
Das Gelände ist seit 1952 als historisches Denkmal eingetragen.
Die als Allées funéraires anzusprechenden Fundplätze (Allées funéraires de Lumé, Allées funéraires de Grézac) sind im Département stark verbreitet: Allée funéraire de Cabeil, Allée funéraire de Chanteloube, Allées funéraires de Grézac, Allée funéraire de Honrède, Allée funéraire du Passage-de-Serbat, Allée funéraire de Saltrès.